# Ligne 4 du tramway de Prague
Pour les articles homonymes, voir Ligne 4.
La ligne 4 du tramway de Prague est une ligne de tramway  qui relie Kotlářka à Zvonařka.

## Tracé et stations
La ligne 4 relie Kotlářka (à l'Ouest de la ville) à Zvonařka (au Centre). Elle circule sur un axe Est-Ouest.

### Les stations
|  |   |  | Stations          | Districts municipaux desservis | Correspondances      |
|  | - |  | ----------------- | ------------------------------ | -------------------- |
|  | o |  | Kotlářka          | Prague 5                       | 9 10 16              |
|  | o |  | Kavalírka         | Prague 5                       | 9 10 16              |
|  | o |  | Klamovka          | Prague 5                       | 9 10 16              |
|  | o |  | U Zvonu           | Prague 5                       | 9 10 16              |
|  | o |  | Bertramka         | Prague 5                       | 9 10 16              |
|  | o |  | Anděl             | Prague 5                       | 6 7 9 10 12 14 16 22 |
|  | o |  | Zborovská         | Prague 5                       | 7 10 12 14 16 22     |
|  | o |  | Palackého náměstí | Prague 2                       | 3 7 10 16 17 22      |
|  | ↑ |  | Moráň             | Prague 2                       | 3 10 16 18 22 24     |
|  | o |  | Karlovo náměstí   | Prague 2                       | 3 6 10 16 18 22 24   |
|  | o |  | Štěpánská         | Prague 2                       | 10 16 22             |
|  | o |  | I. P. Pavlova     | Prague 2                       | 10 11 13 16 22       |
|  | o |  | Bruselská         | Prague 2                       | 11 13 22             |
|  | o |  | Zvonařka          | Prague 2                       |                      |

## Exploitation de la ligne
La ligne 4 est exploitée par Dopravní podnik hlavního města Prahy, la société des transports publics de la ville de Prague. Elle ne circule que du lundi au vendredi.
L'arrêt Moráň n'est desservi qu'en direction de Kotlářka.